# AFS (Austauschorganisation)
AFS (ursprünglich American Field Service, kurz AFS) ist eines der weltweit größten Netzwerke von gemeinnützigen Austauschorganisationen für junge Menschen, die als Austauschschüler oder Freiwillige in sozialen oder ökologischen Projekten längere Zeit (vierzehn Tage bis zwölf Monate) im Ausland verbringen.

## Austausch
Der Austausch findet derzeit zwischen rund 60 Ländern auf allen Kontinenten statt. Die Mitarbeit geschieht überwiegend auf ehrenamtlicher Basis. Die nichtstaatliche Organisation sieht ihre Ziele in der Völkerverständigung, im Weltfrieden und im interkulturellen Lernen. Durch das Erleben einer anderen Kultur sollen die Teilnehmer interkulturelle Kompetenz erlangen und mehr über sich selbst erfahren. AFS versteht sich dabei als eine Organisation, die das Interkulturelle Lernen in den Vordergrund stellt und den Spracherwerb als einen primären Zugang zu einer fremden Kultur betrachtet.
Weltweit gibt es 40.000 ehrenamtliche Mitarbeiter. Ihre wichtigsten Aufgaben sind die Vorbereitung, Betreuung und Nachbereitung der Programmteilnehmer. Daneben verfügt jedes Land über einen ehrenamtlichen Vorstand sowie eine Geschäftsstelle mit hauptamtlichen Mitarbeitern, die die Arbeit der Ehrenamtlichen koordinieren und unterstützen.
Die Dachorganisation AFS International wird außerdem von einem internationalen Vorstand geführt. Die Mitarbeiter der internationalen Koordinierungsstelle in New York City stehen den nationalen Organisationen beratend zur Seite.

## Geschichte

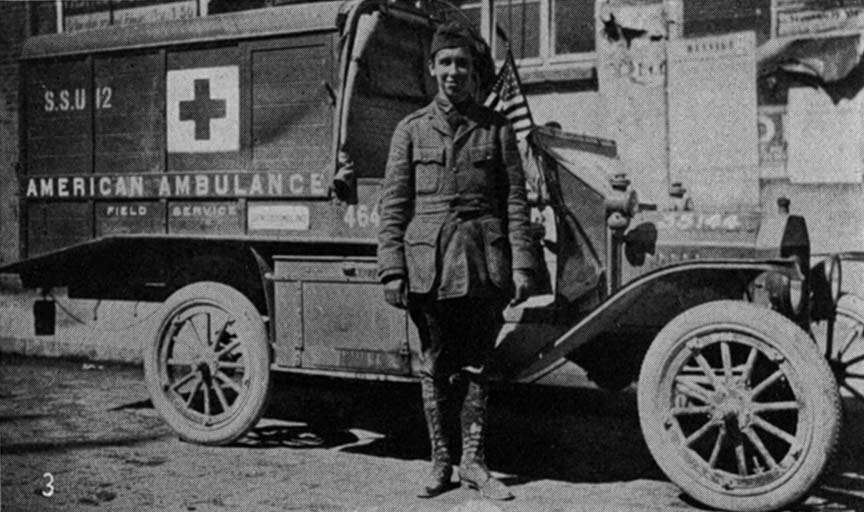
Julien Bryan vor seinem Sanitätswagen Ambulance 464 im April 1917 in der Nähe von Verdun

AFS wurde 1914 in Paris als „American Field Service“ von jungen Amerikanern gegründet, die in beiden Weltkriegen freiwillige Sanitätstransporte durchführten. Bereits zwischen den beiden Kriegen wurde mit einem Austauschprogramm für französische und amerikanische Studenten begonnen. Kurz nach dem Zweiten Weltkrieg wurde ein Schüleraustausch ins Leben gerufen, gestützt von der Idee, dass junge Menschen die besten Vermittler zwischen verschiedenen Kulturen seien.
Während der ersten Jahrzehnte konzentrierten sich die Austauschprogramme auf die USA. Seit den 1970er Jahren sind Programme zwischen allen beteiligten Ländern möglich. Anfang der 1990er Jahre wurde die bis dahin US-amerikanisch geführte Organisation umfassend reformiert. Seither besteht AFS aus einem Netzwerk unabhängiger Partnerorganisationen in den beteiligten Ländern. Verbunden sind sie neben dem internationalen Vorstand vor allem durch gemeinsame Vereinbarungen und Qualitätsstandards.
Seit 1997 bietet die chinesische Organisation China Education Association for International Exchange (CEAIE, Bildungsvereinigung für Internationalen Austausch in China) einen langfristigen Schüleraustausch für chinesische Schüler in Zusammenarbeit mit AFS im Ausland an. Die CEAIE ist eine vom chinesischen Außen- und Bildungsministerium gegründete Austauschdachorganisation. Seit dem Jahr 2001 können internationale Schüler auch ein Jahr in China verbringen.

## Grundsatzerklärung
„AFS ist eine internationale, unabhängige und gemeinnützige Ehrenamtlichenorganisation, die interkulturelle Programme durchführt, um Menschen in der Entwicklung ihres Wissens, ihrer Fähigkeiten und ihres Verständnisses zu unterstützen, die erforderlich sind, um eine gerechtere und friedvollere Welt zu schaffen. AFS hilft Menschen in ihrem Bestreben, sich als verantwortungsvolle Bewohner dieser Erde für den Frieden und ein besseres Verständnis zwischen den unterschiedlichen Kulturen dieser Welt einzusetzen. AFS ist der Überzeugung, dass die Entwicklung des Friedens ein dynamischer Prozess ist, der durch Ungerechtigkeit, Ungleichheit und Intoleranz gefährdet wird. AFS setzt sich für die Würde des Menschen und den Wert eines jeden Menschenlebens sowie aller Völker und Kulturen ein. AFS fördert die Achtung der Menschenrechte und der Grundrechte ohne jede Diskriminierung von Rasse, Geschlecht, sexueller Identität, Sprache, Religion oder gesellschaftlicher Stellung. AFS gestaltet seine Programme im Bewusstsein seiner Grundwerte: der Würde, der Achtung von Unterschieden, der Harmonie, des Einfühlungsvermögens und der Toleranz.“

## AFS weltweit
Offizielle AFS Partnerorganisationen gibt es in folgenden Ländern (bzw. Regionen wie Wallonien und Flandern):
Ägypten, Argentinien, Australien, Belgien-Flandern, Belgien-Wallonien, Bolivien, Bosnien-Herzegowina, Brasilien, Chile, Volksrepublik China, Costa Rica, Dänemark, Deutschland, Dominikanische Republik, Ecuador, Färöer-Inseln, Finnland, Frankreich, Ghana, Griechenland, Großbritannien, Guatemala, Honduras, Hongkong, Indien, Indonesien, Island, Italien, Japan, Kanada, Kenia, Kolumbien, Kroatien, Lettland, Malta, Malaysia, Mexiko, Neuseeland, Niederlande, Norwegen, Österreich, Panama, Paraguay, Peru, Polen, Portugal, Philippinen, Russland, Schweden, Schweiz, Serbien, Slowakei, Slowenien, Spanien, Südafrika, Südkorea, Thailand, Tschechien, Türkei, Tunesien, Ungarn, USA, Venezuela, Vietnam
AFS arbeitet mit vielen Organisationen in anderen Ländern zusammen, z. B. hat der deutsche AFS rund 150 Partnerorganisation im Ausland.
Durch vereins- und markenrechtliche Rahmenbedingungen kann der offizielle Name der Organisation in vielen Ländern erheblich abweichen. Intercultura in Italien trägt AFS nicht mal mehr im Namen.

## Deutschland
AFS Interkulturelle Begegnungen e. V. ist ein gemeinnütziger Verein und Träger der freien Jugendhilfe. 2008 feierte die deutsche AFS-Organisation ihr 60-jähriges Bestehen, Schirmherrin des Jubiläumsjahres war Bundesjugendministerin Ursula von der Leyen. 2023 feierte die deutsche AFS-Organisation ihr 75-jähriges Bestehen mit einem Senatsempfang im Hamburger Rathaus. Das Grußwort wurde von Kultursenator Carsten Brosda gehalten.
Der Verein ist Unterzeichnerin der Initiative Transparente Zivilgesellschaft.

### Vereinsstruktur
Der Verein ist bundesweit in mehr als 100 lokalen Komitees vertreten, in denen etwa 2.000 ehrenamtliche Mitarbeiter für AFS aktiv sind. Sie begleiten Gastschüler sowie deren Gastfamilien vor Ort und führen die Vor- und Nachbereitungen für die Austauschschüler durch. Darüber hinaus engagieren sich viele auch auf überregionaler Ebene (Weiterbildung, Moderation, Projektarbeit etc.).
Geleitet wird der Verein von den hauptamtlichen, geschäftsführenden Vorständen Marcel Krause (Vorsitz) und Manuel Gerstner. Der ehrenamtliche Aufsichtsrat besteht aus Alexander Kerkhoff, Noomi Sophie Peter, Katharina Schaefer, Katharina Schulze Herking, Roman Wüllner.
Die Geschäftsstelle befindet sich in Hamburg, mit regionalen Mitarbeitern in Berlin, Köln und Stuttgart. Insgesamt hat der Verein rund 100 hauptamtliche Mitarbeiter.

### Zahlen
Über 2300 Jugendliche, junge Erwachsene und Familien aus Deutschland haben im Programmjahr 2017/18 an einem AFS-Programm teilgenommen.

### Schüleraustausch
Mit AFS in Deutschland können junge Menschen im Alter von 15 bis 18 Jahren ein Schuljahr oder Schulhalbjahr in einem anderen Land verbringen. Auch kürzere Schulbesuche mit einer Dauer von sechs Wochen bis drei Monate sind mit AFS möglich. Die Schüler leben in einer Gastfamilie und gehen vor Ort zur Schule. Bei einigen kürzeren Programmen ist auch ein Gegenbesuch einer Austauschpartnerin oder eines Austauschpartners Teil des Programms.

### Freiwilligendienste
Seit 1981 bietet der Verein auch Plätze in Freiwilligendienstprogrammen an, u. a. im weltwärts-Programm (seit 2008), im Internationalen Jugendfreiwilligendienst (IJFD) und im hauseigenen Community Service Program (CSP). An den Freiwilligendienstprogrammen nahmen im AFS-Programmjahr (entspricht dem deutschen Schuljahr) 2015/16 610 junge Erwachsene teil.

### Global Prep Ferienprogramme
Unter dem Namen Global Prep bietet AFS zwei- bis vierwöchige Ferienangebote im In- und Ausland für Jugendliche im Alter von 13 bis 18 Jahren an. Die Angebote haben in der Regel einen thematischen Fokus und bieten zusätzlich interkulturelle Lernangebote.

### Stipendien
Finanziell bedürftige Familien erhalten Teilstipendien. Mehr als 30 Prozent der jährlichen AFS-Programmteilnehmer erhalten Stipendien von verschiedenen Förderern: Unternehmen, Stiftungen, öffentliche Träger sowie der AFS-Stipendienfonds. Spezielle Stipendienprogramme gibt es für Teilnehmer mit Migrationshintergrund, Wohnortsabhängig und für Mitarbeiterkinder.
Seit 2008 gibt es ein spezielles Stipendium der Kreuzberger Kinderstiftung für Jugendliche, die eine Realschule oder vergleichbare Schulform besuchen. Weitere Stipendien sind an das Austauschland gebunden. Außerdem bietet AFS Deutschland in einigen Wahlkreisen das Parlamentarische Patenschafts-Programm an.

### Kuratorium von AFS und AFS-Stiftung
Alfred Biolek war im Schuljahr 1951/52 einer der ersten deutschen Austauschschüler mit AFS in den USA. Er engagierte sich von 1982 bis 2012 im Kuratorium des AFS, deren Mitbegründer er war. 1998 war er einer der Initiatoren für die AFS-Stiftung.
Aktuell setzt sich das Kuratorium von AFS aus 20 ehemaligen Programmteilnehmern zusammen.

## Österreich

### Struktur

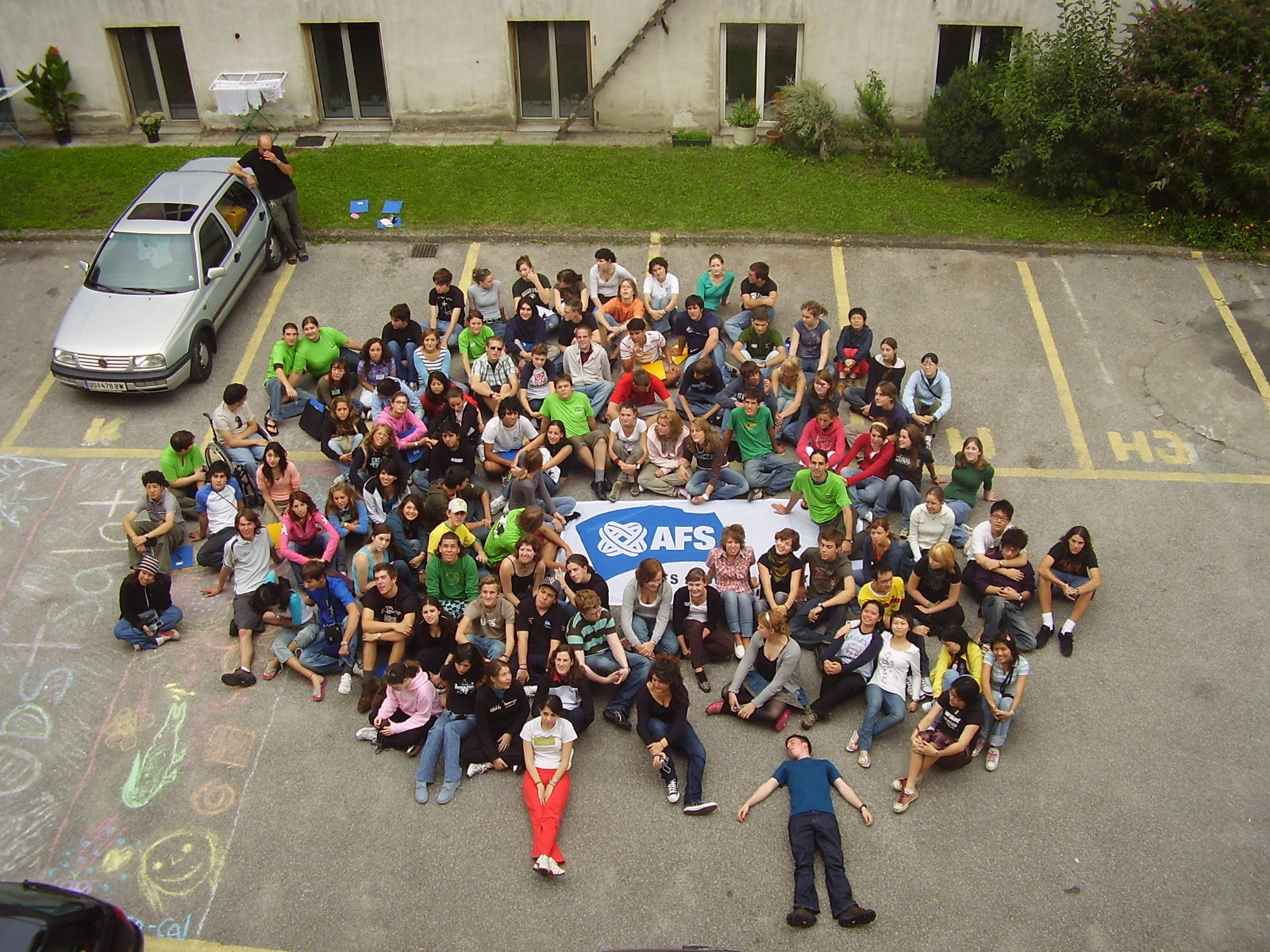
Arrival Camp 2007 in Linz

AFS Austauschprogramme für interkulturelles Lernen (kurz: AFS Österreich) hat rund 3.000 Mitglieder und etwa 800 ehrenamtliche Mitarbeiter. Dabei werden sie von den hauptamtlichen Mitarbeitern des Wiener Büros unterstützt.
Das Büro in Wien wird von Generalsekretärin Ingeborg Suppin-Fabisch geleitet. Silvan Zingerle ist der ehrenamtliche Vorsitzende der Organisation. AFS Österreich ist in neun Landeskomitees gegliedert. Diese entsprechen den Grenzen der Bundesländer. Die Landeskomitees sind als eigenständige Vereine organisiert und tragen gemeinsam AFS Österreich.

### Geschichte
Die ersten AFS-Austauschschüler aus Österreich brachen 1949 in die USA auf. Mittlerweile nehmen jährlich rund 300 Jugendliche aus Österreich an den AFS-Austauschprogrammen teil. Die Aufenthaltsdauer beträgt zwischen drei und zwölf Monaten.
Heute kommen jedes Jahr rund 140 junge Menschen aus aller Welt mit AFS nach Österreich.
Den Austauschschülern und ihren Gastfamilien wird während der Programmdauer ein ehrenamtlicher Betreuer zur Seite gestellt, welcher als Ansprechperson dient, um bei Unklarheiten, Schwierigkeiten und Problemen zu helfen. Darüber hinaus finden verschiedene Betreuungsveranstaltungen statt.

## Schweiz

### Struktur
AFS Interkulturelle Programme ist als Verein organisiert mit entsprechenden Statuten und Handelsregistereintrag. Oberstes Gremium ist die Generalversammlung, bei der alle zahlenden Vereinsmitglieder (zurzeit mehr als 1’500) des jeweiligen Geschäftsjahres stimmberechtigt sind. Geführt wird der Verein durch einen 9-köpfigen Vorstand. Die täglichen Aufgaben rund um den Kulturaustausch werden von der Geschäftsstelle in Zürich mit 17 Mitarbeitern bewältigt.

### Geschichte
1953 ist AFS Schweiz Teil des Netzwerkes geworden und die ersten Schweizer Jugendlichen konnten Erfahrungen im Kulturaustausch sammeln. Im Jahr 2003 feierte AFS Schweiz zum 50-Jahr-Jubiläum eine Benefiz-Gala zugunsten von Jugendlichen, deren finanzielle Situation einen Austausch nicht erlaubt hätte.
Heute nehmen jedes Jahr rund 350 junge Menschen aus der Schweiz für drei bis elf Monate an einem AFS-Kulturaustauschprogramm teil. Rund 250 Jugendliche sind in der Schweiz im Austausch.

## EFIL
Auf europäischer Ebene arbeitet EFIL (European Federation for Intercultural Learning) als Dachverband vieler AFS-Partnerländer in und um Europa. Dem EFIL-Netzwerk gehören derzeit 22 AFS-Partnerländer an: Ägypten, Belgien (flämische und französische Organisation), Dänemark, Deutschland, Finnland, Frankreich, Island, Italien, Lettland, Niederlande, Norwegen, Österreich, Portugal, Russland, Schweden, Schweiz, Slowakei, Spanien, Türkei, Tunesien und Ungarn.
EFIL betreibt keinen aktiven Schüleraustausch zwischen Ländern, sondern unterstützt Mitgliederorganisationen im Bereich des interkulturellen Lernens. Die Hauptaktivitäten umfassen Networking und Lobbyismus, Training und Seminare für Freiwillige und Hauptamtliche, Aufbau neuer Partnerländer in Europa und die Koordination von europaweiten Projekten.
Das Büro hat seinen Sitz in Brüssel und wird von Generalsekretär Paul Claes geführt. Der Vorsitzende des ehrenamtlichen Vorstandes ist Roberto Ruffino, Mitbegründer und ehemaliger Generalsekretär von AFS Italien.